# 潜水服
潜水服（せんすいふく）とは、潜水活動を行うためにダイバーが身に着ける服である。
1. スキンダイビングやスクーバダイビングをする際、身体を保護するために着用する衣類。潜水中に障害物やクラゲなどから身を守るための服は保護スーツ
2. ウェットスーツ - 浅い深度で断熱効果があり、ある程度保温するが肌が濡れる潜水服。（深く潜ると水圧で発泡ゴムの泡が小さくなり断熱効果が弱くなる）
3. ドライスーツ -  深度で変わらない断熱効果があり、肌が濡れないようにすることでウェットスーツより保温性などが良い潜水服。
4. ヘルメット潜水で使用されるダイビングスーツ、またはヘルメット潜水の装備一式 → ヘルメット潜水
5. 水圧に耐える外殻を備えた深海に潜水する装備 →大気圧潜水服

## 温度管理
体温の保持には、断熱効果による保温服、温水などを供給するなどで積極的に温める加温服という分類がある。水温が15℃以上ならウェットスーツ、10℃前後でドライスーツを必要とし、10℃以下では素肌では1時間もせずに死亡するため、潜水作業支援船から温水を供給し積極的に加温を行う温水スーツ、温水式加温服や、電気で加熱する電気式加温服を必要とする。
1940年代から加温式潜水服が使われるようになり、当初は下着に電気式加温服を着用し、その上からドライスーツを着用していたが感電・断線による加温不良・局部加熱などのトラブルや懸念が報告された。1965年のアメリカから、ボイラーで温めた温水を供給する温水式加温服を使うようになった。
温度の調整はダイバー側で温水のバルブ調整などにより行い、潜水服内をゆっくり流れた後に外部へ放出される。体温が32℃以下だと低体温症となり、温度が45℃を超えると火傷を負う可能性がある。ゆっくりとした温度変化は感じにくいため、低体温症や体温が高くなっている初期段階では気が付かない場合がある。温水の供給などが何かしらの原因で滞った場合は、潜水服内の温水により多少の猶予時間があるがバックアップの温水を得られなければ、極寒では数分で死亡する可能性がある。
なお、これらの潜水服の下には、擦れ・火傷・共用使用による感染症を防ぐために個別に下着を着用する。